# Ophthalmolampis condita
Ophthalmolampis condita är en insektsart som beskrevs av Marius Descamps 1983. Ophthalmolampis condita ingår i släktet Ophthalmolampis och familjen Romaleidae. Inga underarter finns listade i Catalogue of Life.